# حزب ملی‌گرا (مالت)
حزب ملی گرای مالت یک حزب سیاسی معتبر در کشور مالت است که اهداف و ارزش‌های ملی گرایانه را ترویج می‌کند. این حزب بر اصول ملی‌گرایی، حفظ فرهنگ و هویت ملی، توسعه اقتصادی و اجتماعی کشور تمرکز دارد. اعضای این حزب معمولاً به افزایش امنیت ملی، توسعه اقتصادی داخلی و حمایت از مقامات ملی متعهد هستند. حزب ملی گرای مالت در انتخابات و فعالیت‌های سیاسی کشور تأثیرگذار است و به عنوان یکی از جریان‌های اصلی سیاسی در مالت شناخته می‌شود.